# Melissa
Melissa – miasto w Stanach Zjednoczonych, w stanie Teksas, w hrabstwie Collin. Północne przedmieście aglomeracji Dallas. Według spisu z 2020 roku liczy 13,9 tys. mieszkańców.